# 음양가
음양가(陰陽家)는 중국 춘추전국시대의 제자백가 중 한 파로, 음양이원(陰陽二元)과 5행(五行)을 조합하여 신비적인 종교철학을 주창한 학파이다.
음양과 5행을 조합하여 하나의 철학 체계로 만든 사람은 제나라(齊: 기원전 1046~221)의 추연(鄒衍: 기원전 305~240)이라고 한다. 그와 더불어 역시 제나라(齊)의 추석(鄒奭)이 음양가의 대표적인 인물이다.

## 참고 문헌
- 이 문서에는 다음커뮤니케이션(현 카카오)에서 GFDL 또는 CC-SA 라이선스로 배포한 글로벌 세계대백과사전의 내용을 기초로 작성된 글이 포함되어 있습니다.